# Sint Eustatius
Sint Eustatius (niederländisch, von Einheimischen oft kurz Statia genannt, auf deutsch veraltet St. Eustaz) ist eine der drei niederländischen BES-Inseln in der Karibik mit etwa 3140 Einwohnern (Stand Januar 2021). Die Insel ist eine Besondere Gemeinde der Niederlande. Ihr Name bezieht sich auf Eustachius, einen christlichen Märtyrer und Heiligen. Sint Eustatius gehört nicht zum Schengen-Raum.

## Geographie

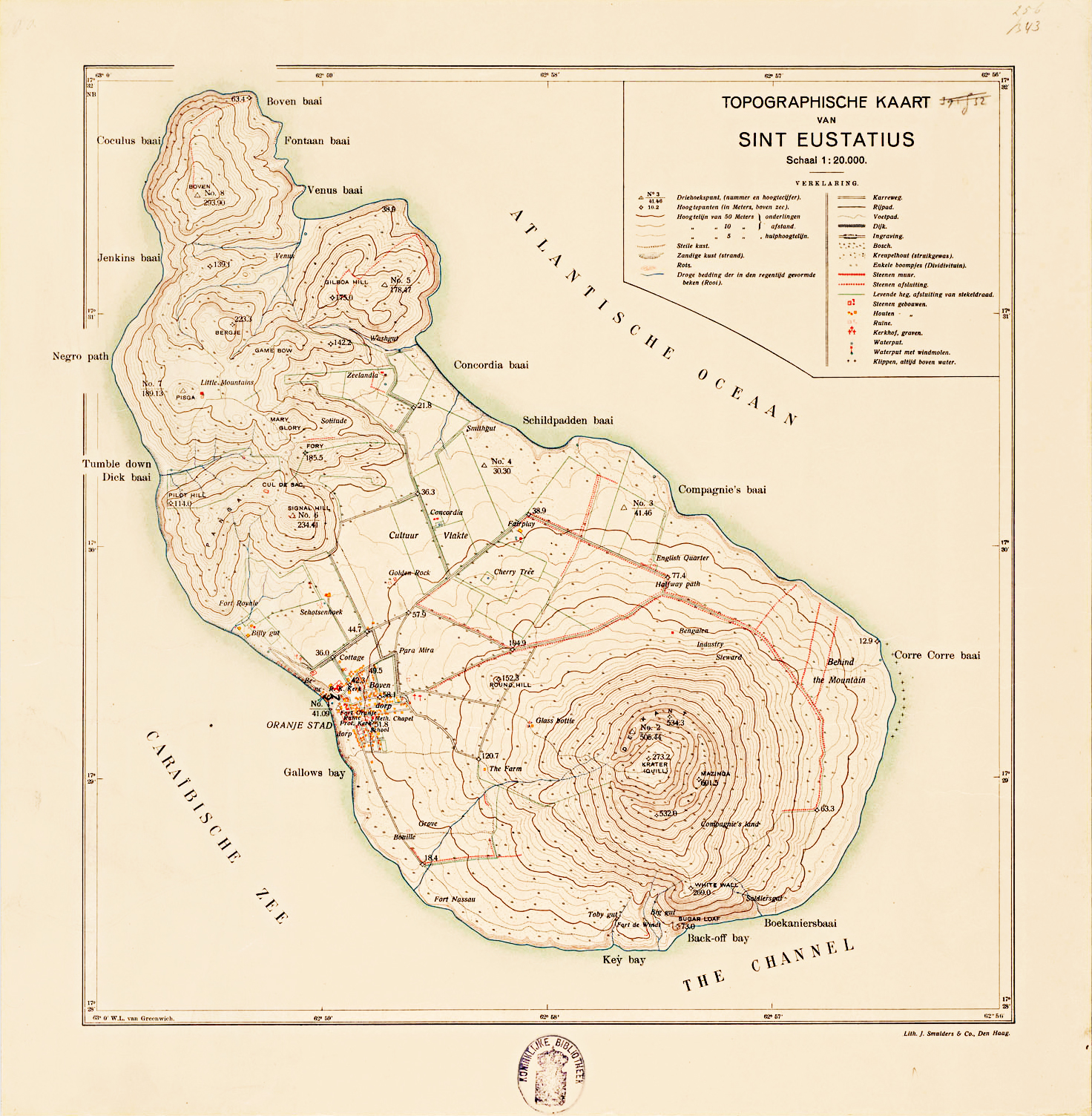
Karte von 1915

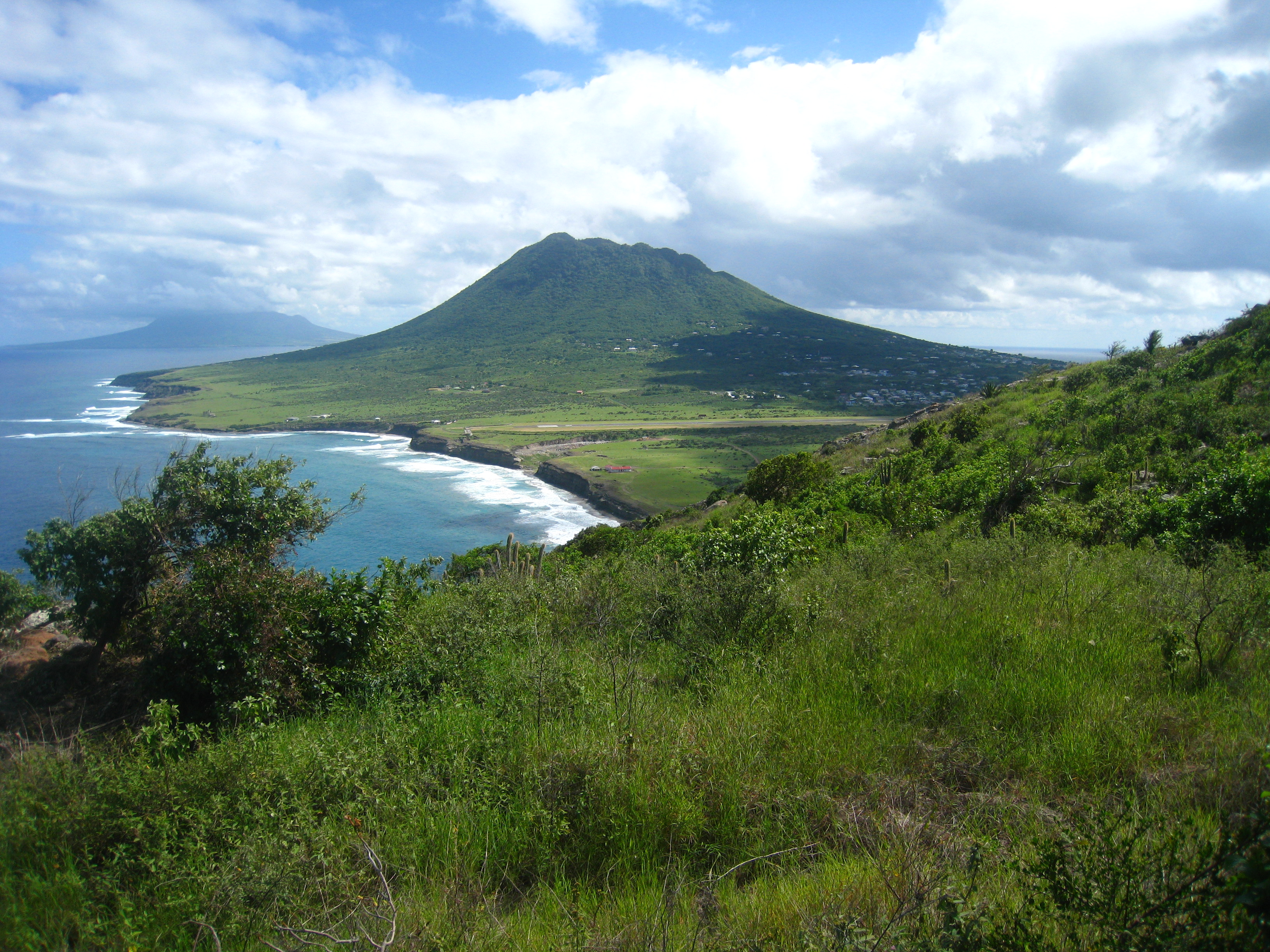
Küstenlinie von Sint Eustatius

Die Nachbarinseln sind im Südosten St. Kitts, im Norden Saint-Barthélemy sowie Sint Maarten/St. Martin und im Nordwesten Saba.
Sint Eustatius gehört, wie auch Saba und Sint Maarten/St. Martin, zu den Inseln über dem Winde, genauer zu deren im Englischen Leeward Islands genannten Nordteil. Sie ist eine der SSS-Inseln, hat eine Landfläche von 21 km² und ist damit nach Saba die zweitkleinste der sechs bewohnten Inseln der ehemaligen Niederländischen Antillen. Die Hauptstadt von Sint Eustatius ist Oranjestad (nicht zu verwechseln mit Oranjestad auf Aruba).
| Geozone                                      | Fläche km² | Einwohner 2001 | Einwohner 2017 | Koordinaten                 |
| -------------------------------------------- | ---------- | -------------- | -------------- | --------------------------- |
| Oranjestad                                   | …          | 513            | 567            | 17° 29′ 0″ N, 62° 59′ 0″ W  |
| Golden Rock/Concordia                        | …          | 525            | 668            | …                           |
| Jeems                                        | …          | 118            | 162            | …                           |
| Wilton Farm/Union                            | …          | 422            | 476            | …                           |
| Mansion                                      | …          | 071            | 161            | …                           |
| Princess Garden                              | …          | 153            | 319            | …                           |
| Chapel Piece                                 | …          | 056            | 082            | …                           |
| Cherry Tree                                  | …          | 152            | 196            | …                           |
| Bay Brow                                     | …          | 110            | 200            | …                           |
| Mountain                                     | …          | 065            | 157            | …                           |
| nicht zugeordnet                             | …          | 107            | 262            | …                           |
| Sint Eustatius                               | 21         | 22920          | 32500          | 17° 29′ 7″ N, 62° 58′ 23″ W |
| Karte mit allen Koordinaten : OSM \| WikiMap |            |                |                |                             |

Auf Sint Eustatius selbst befindet sich im Südosten mit dem etwa 600 m hohen The Quill ein schlafender Schichtvulkan, dessen Krater eine touristische Attraktion ist. Im Nordwesten liegt eine weniger hohe Hügelgruppe um den Boven Mountain. Der Großteil der Bevölkerung der Insel lebt in dem Tal zwischen den beiden Erhebungen. Die südlich des Flughafens gelegene Hauptstadt Oranjestad zählte 2004 etwa 1100 Einwohner. Die zweite Ortschaft der Insel, Concordia, liegt nördlich von Oranjestad beim Flughafen. Weitere Orte sind Golden Rock und Jeems zwischen Oranjestad und Concordia.

### Geologie
Mit einem Alter von weniger als einer Million Jahren ist Sint Eustatius geologisch sehr jung.
Die Insel verdankt ihre Entstehung vulkanischen Aktivitäten als Folge von Subduktionsprozessen am Inselbogen der Kleinen Antillen. Der älteste Teil ist das Hügelland im Nordwesten.
Es besteht aus fünf erloschenen pleistozänen Vulkanen.
Wesentlich jünger ist The Quill im Südosten, er entstand vor etwa 32.000 Jahren als neue Vulkaninsel, die in der Folge durch pyroklastische Ablagerungen mit der älteren Insel verbunden wurde. Der letzte Ausbruch ereignete sich vor ungefähr 1600 Jahren. Temperaturerhöhungen im Grundwasser zeigen an, dass der Vulkan weiterhin aktiv ist.

### Klima
Sint Eustatius besitzt ein tropisches Klima mit entsprechend warmen Temperaturen und gering ausgeprägten Jahreszeiten. In der ersten Jahreshälfte fällt normalerweise deutlich weniger Regen als im Rest des Jahres. Von August bis Oktober können starke Winde bis hin zu Hurrikanstärke auftreten.
|                        | Jan  | Feb  | Mär  | Apr  | Mai  | Jun  | Jul  | Aug  | Sep  | Okt   | Nov  | Dez  |   |       |
| Mittl. Temperatur (°C) | 26   | 26   | 26   | 27   | 27   | 27   | 27   | 28   | 28   | 28    | 27   | 26   | ⌀ | 26,9  |
| Mittl. Tagesmax. (°C)  | 29   | 29   | 29   | 29   | 30   | 30   | 30   | 31   | 31   | 31    | 30   | 29   | ⌀ | 29,8  |
| Mittl. Tagesmin. (°C)  | 23   | 23   | 24   | 24   | 24   | 24   | 25   | 25   | 25   | 25    | 25   | 24   | ⌀ | 24,3  |
|                        |      |      |      |      |      |      |      |      |      |       |      |      |   |       |
| Niederschlag (mm)      | 42,5 | 32,2 | 34,1 | 35,1 | 72,8 | 57,0 | 89,7 | 99,1 | 82,5 | 129,1 | 64,1 | 90,2 | Σ | 828,4 |

| 23 |

| 23 |

| 24 |

| 24 |

| 24 |

| 24 |

| 25 |

| 25 |

| 25 |

| 25 |

| 25 |

| 24 |

| 23 |

| 23 |

| 24 |

| 24 |

| 24 |

| 24 |

| 25 |

| 25 |

| 25 |

| 25 |

| 25 |

| 24 |

| N i e d e r s c h l a g | 42,5 | 32,2 | 34,1 | 35,1 | 72,8 | 57,0 | 89,7 | 99,1 | 82,5 | 129,1 | 64,1 | 90,2 |
|                         | Jan  | Feb  | Mär  | Apr  | Mai  | Jun  | Jul  | Aug  | Sep  | Okt   | Nov  | Dez  |

### Nationalparks
Auf Sint Eustatius gibt es zwei Nationalparks. Der Sint Eustatius National Marine Park wurde 1996 ausgewiesen und umfasst alle die Insel umliegenden Gewässer von der Hochwassermarke bis zur 30-Meter-Tiefenlinie. Seine Gesamtfläche beträgt 27,5 km². Der 1997 eingerichtete Quill/Boven National Park ist zweigeteilt; sein südlicher Teil besteht aus dem Vulkan The Quill, der nördliche Teil umfasst das Hügelland um den Boven. Die Gesamtfläche der beiden Teile beträgt 5,4 km².

## Bevölkerung

Alterspyramide

Im 18. Jahrhundert, als die Insel ihren wirtschaftlichen Höhepunkt erreichte, lebten auf Sint Eustatius mehr als 8000 regelmäßig dort ansässige Einwohner. Zusammen mit den vorübergehend anwesenden Händlern und Schiffsbesatzungen dürften zeitweise bis zu 20.000 Menschen die Insel bevölkert haben. Bei der im Jahr 2001 durchgeführten Volkszählung bewohnten 2292 Personen Sint Eustatius, das entsprach einer Bevölkerungsdichte von 109 Einwohnern pro Quadratkilometer. Ende 2006 zählte die Insel ungefähr 3300 Einwohner, am Jahresende 2013 waren es mehr als 4000, zwei Jahre später jedoch nur noch knapp 3200 Einwohner.

### Sprachen
Die offizielle Amtssprache von Sint Eustatius ist Niederländisch, im Alltag wird Englisch als Kommunikations- und Handelssprache genutzt. Seit 2014 ist Englisch auch die erste Schulsprache auf der Insel und Niederländisch wird als Fremdsprache unterrichtet. Die Kreolsprache Papiamentu spielt im Vergleich zur übrigen Niederländischen Karibik auf Sint Eustatius nur eine untergeordnete Rolle.

## Geschichte

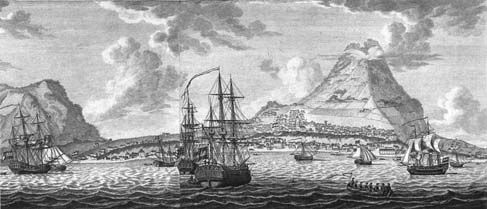
Der Hafen von Sint Eustatius

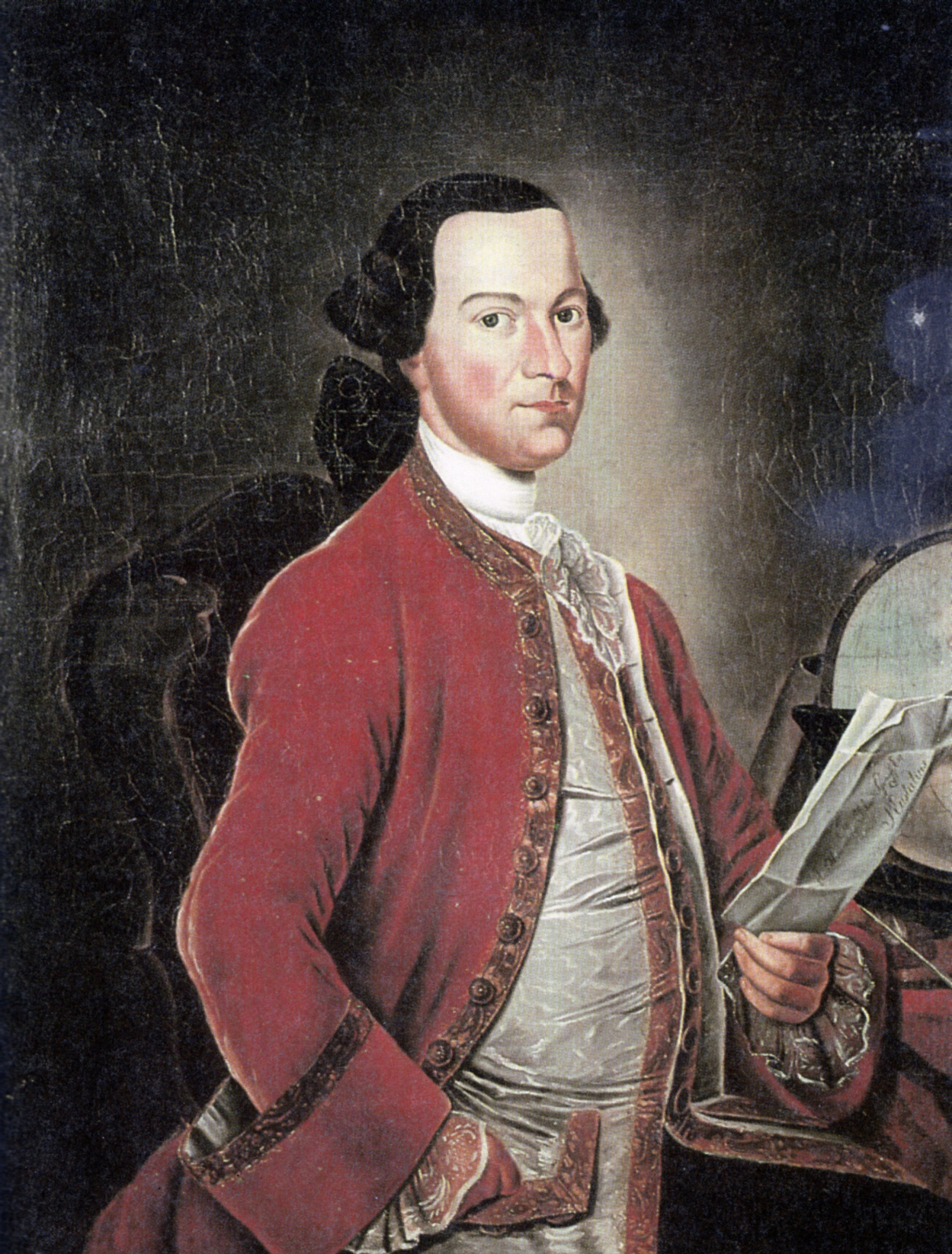
Johannes de Graeff

Auf seiner zweiten Reise passierte Christoph Kolumbus im November 1493 vermutlich die Insel, ohne sie genauer zu beschreiben. Erstmals namentlich erwähnt (als „Eztazia“) wurde sie im November 1595 von Francis Drake und John Hawkins. Zeeländische Kaufleute kolonisierten 1636 mit Genehmigung der Kammer der Provinz Zeeland der Niederländischen Westindien-Kompanie die Insel. In der Folgezeit wechselte der Besitz der Insel 22 Mal zwischen den Niederlanden, Frankreich und England bzw. Großbritannien, bevor die Niederlande 1816 endgültig die Hoheit über Sint Eustatius erlangten.
Ab 1682 wurden von der inzwischen vom Handel sowie vom Zucker-, Tabak- und Baumwollanbau profitierenden Kolonie aus auch die angrenzenden Gebiete Saba und (ab 1703) Sint Maarten verwaltet.
Mit der Honin-Dalim-Synagoge wurde hier 1739 eine der ersten jüdischen Gemeinden in Amerika begründet.
Im 18. Jahrhundert gelangte die Insel zu Reichtum, indem sie über Handelsembargos hinweg an jeden Staat, der bereit war, dafür zu zahlen, unter anderem Waffen und Munition lieferte. Nutzen daraus konnten vor allem auch die Dreizehn Kolonien ziehen, die auf diese Weise Waffen für ihre Rebellion gegen Großbritannien bekommen konnten.
Diese guten Beziehungen zu den nach Selbstständigkeit strebenden Kolonien führten zu einem historisch nicht unbedeutenden Ereignis: Am 16. November 1776 beantworteten – auf Befehl des Gouverneurs Johannes de Graaff – die Kanonen von Fort Orange den Salut der Andrew Doria, die unter der rot und weiß gestreiften Flagge des Zweiten Kontinentalkongresses segelte. Damit wurde die Souveränität der Vereinigten Staaten zum ersten Mal von einer fremden Macht anerkannt (nachzulesen bei Barbara Tuchman: Der erste Salut).
Soviel diese Handelsbeziehung auch wirtschaftlichen Fortschritt brachte, sie war auch einer der Hauptgründe für den Vierten Englisch-Niederländischen Seekrieg, der von 1780 bis 1784 dauerte und eine Katastrophe für den niederländischen Handel war. Im Verlauf dieses Seekrieges übernahmen die Briten am 3. Februar 1781 Sint Eustatius vom niederländischen Kommandeur Johannes de Graaff, der sich angesichts der großen Übermacht britischer Truppen unter General John Vaughan und Admiral George Brydges Rodney kampflos ergab. Zehn Monate später eroberte Frankreich, Verbündeter der Niederlande, die Insel, die am Ende des Krieges (1784) wieder in niederländische Hand kam. Nach weiteren Besetzungen durch Frankreich und Großbritannien wurde Sint Eustatius 1816 endgültig niederländische Kolonie.
Im Jahr 1954 wurde Sint Eustatius als eilandgebied („Inselgebiet“, eine Art Gemeinde) Teil des neu gegründeten autonomen Bundeslandes Niederländische Antillen.
Sint Eustatius entschied sich in einem Referendum dafür, im Landesverband der Niederländischen Antillen zu bleiben, stand mit seinem Votum jedoch alleine, da alle anderen Inseln sich für Auflösung aussprachen. Seitdem befürworteten die Politiker direkte Beziehungen mit den Niederlanden. Am 11. Oktober 2006 einigten sich Sint Eustatius, Saba und Bonaire mit der niederländischen Regierung auf die Eingliederung der Inseln in die Niederlande als bijzondere gemeenten („Besondere Gemeinden“). Am 10. Oktober 2010 wurde der Landesverband Niederländische Antillen aufgelöst. Sint Eustatius gehört seit diesem Tag als Besondere Gemeinde zu den (europäischen) Niederlanden ohne Provinzzugehörigkeit.
Am 1. Januar 2011 löste der US-Dollar den Antillen-Gulden als gesetzliches Zahlungsmittel auf der Insel ab.
Mit der Auflösung der Niederländischen Antillen wurde auch deren Polizeibehörde, das Korps Politie Nederlandse Antillen (KPNA) aufgelöst. Für die BES-Inseln trat an seine Stelle das Korps Politie Caribisch Nederland.
Im Februar 2018 löste die Zentralregierung der Niederlande den Inselrat auf, entband Gezaghebber Julian Woodley von seinen Aufgaben und entsandte einen Regierungskommissar zur Wiederherstellung einer geordneten Verwaltung nach Sint Eustatius. Begründet wurde diese Maßnahme mit grober Pflichtverletzung, Misswirtschaft und Vernachlässigung der Amtsgeschäfte seitens der amtierenden Inselregierung. Eine schrittweise Rückkehr zur normalen politischen Ordnung ist vorgesehen.

## Wirtschaft

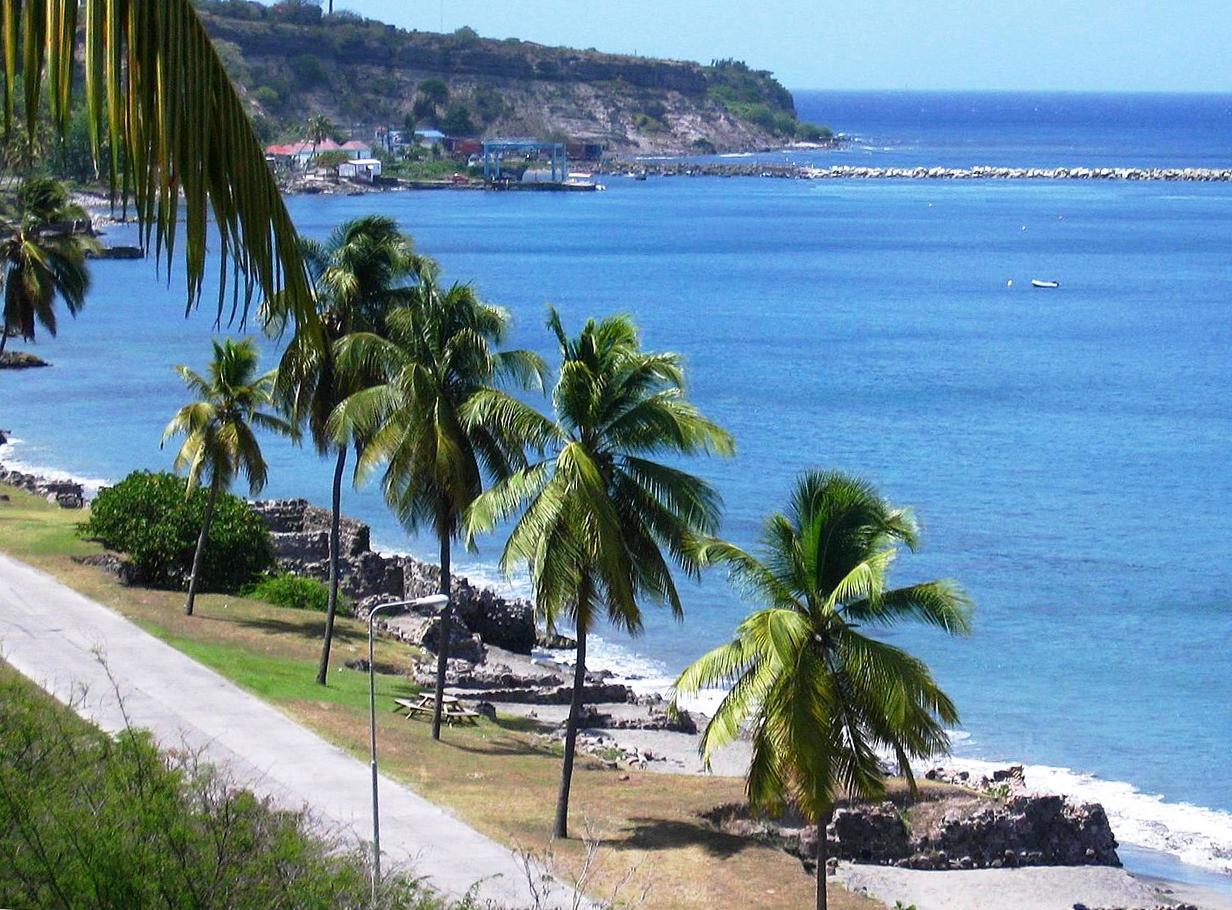
Ruinen ehemaliger Speicher

Im 18. Jahrhundert war die Insel das wohl bedeutendste Handelszentrum der Niederlande in der Karibik. Zu dieser Zeit wurde sie aufgrund des immensen Wohlstandes auch als Golden Rock (goldener Felsen) bezeichnet. Die Straßen waren von zahlreichen Lagerhäusern gesäumt, die mittlerweile größtenteils verfallen sind.
Die Verlagerung des transatlantischen Handels nach Norden zu den unabhängig gewordenen Vereinigten Staaten, der Niedergang des Sklavenhandels und die französische Besetzung der Insel im Jahr 1795 beendeten die wirtschaftliche Blüte von Sint Eustatius.
Das nominale Bruttoinlandsprodukt von Sint Eustatius lag 2018 bei 128 Mio. US-Dollar. Die Handelsbilanz der Insel ist stark negativ; im Jahr 2020 standen Importen im Wert von mehr als 40 Mio. US-Dollar Exporte von weniger als 1,5 Mio. US-Dollar gegenüber.
Die Währung ist seit dem 1. Januar 2011 der US-Dollar, der den Antillen-Gulden als gesetzliches Zahlungsmittel auf der Insel ablöste. Die alte Währung wurde binnen eines Monats auf den BES-Inseln ungültig.
Die Regierung ist der Hauptarbeitgeber in Sint Eustatius. Sie richtet ihre Wachstumsstrategie auf den Tourismus, speziell Ökotourismus aus. Der wichtigste private Akteur der Wirtschaft ist die Firma „GTI Statia“, die auf der Insel ein großes Tanklager für den internationalen Ölhandel betreibt.

## Infrastruktur

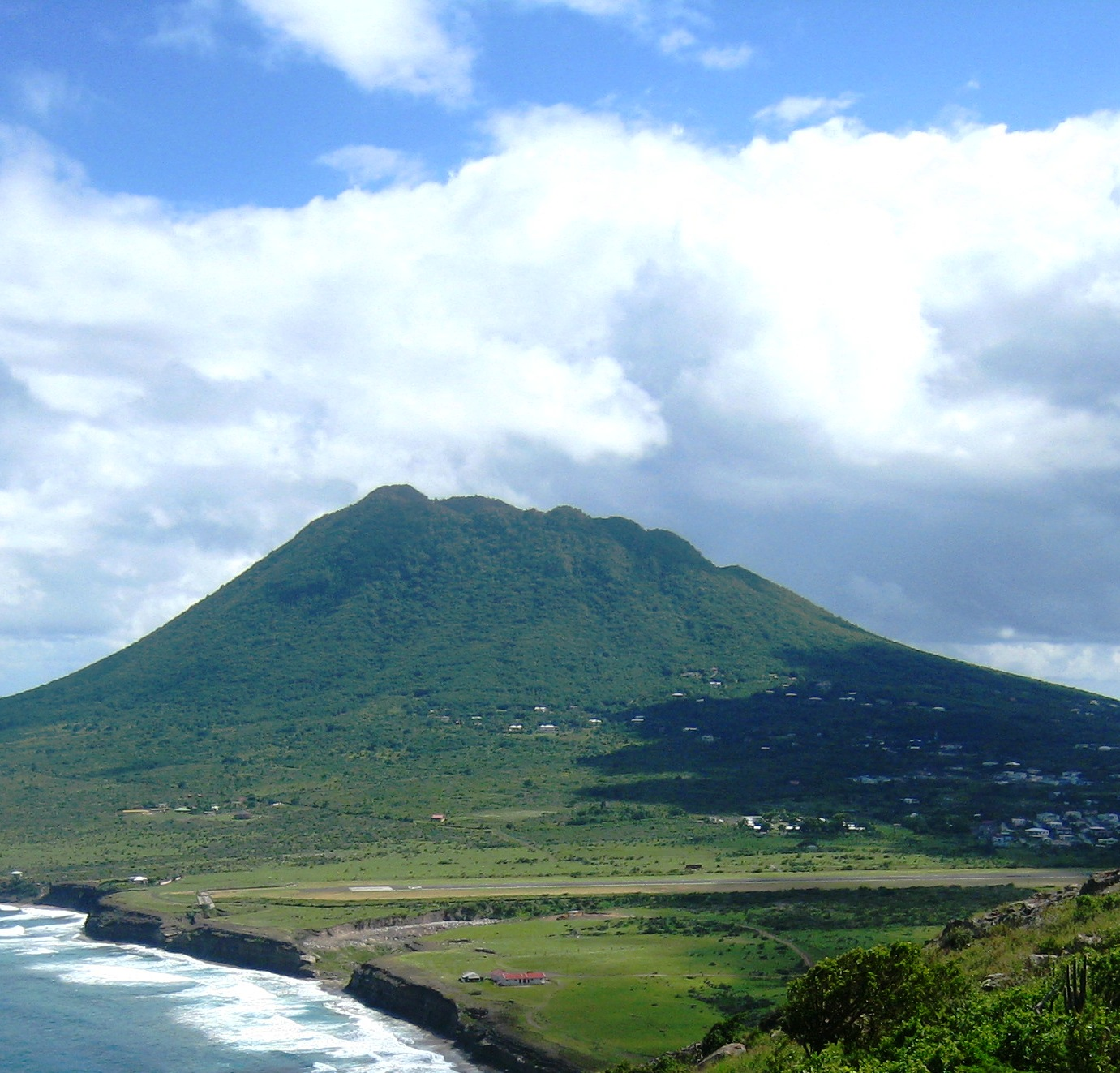
Der Flughafen befindet sich am Fuß des Vulkans

Nördlich von Oranjestad befindet sich der 1946 als Golden Rock Airport eröffnete und später nach dem US-amerikanischen Präsidenten mit niederländisch(-zeeländisch)en Wurzeln Franklin Delano Roosevelt benannte Flughafen der Insel mit einer rund 1300 Meter langen Start- und Landebahn. Mehrere regionale Fluggesellschaften bieten Flüge von und zu den benachbarten Inseln wie Saba, Sint Maarten, Anguilla und Saint Kitts an.
Der Hafen wurde 1993 eröffnet und besteht aus einem 80 Meter langen Wellenbrecher und einem 60 Meter langen Pier mit einer Verlademöglichkeit für Fähren. Er ist für Schiffe mit bis zu 600 Bruttoregistertonnen ausgelegt. Zurzeit ankern alle Kreuzfahrtschiffe vor der Küste und bringen ihre Passagiere mit Tenderbooten an Land. Für die Schiffe besteht die Möglichkeit, am örtlichen Ölterminal Treibstoff nachzutanken. GTI Statia betreibt einen eigenständigen Ölhafen, der sich im Nordwesten der Insel befindet.
Seit 2016 betreibt der Energieversorger der Insel, die Statia Utility Company, einen Solarpark, der in zwei Stufen auf eine elektrische Leistung von 4,15 MW ausgebaut wurde. Der Anteil der erneuerbaren Energien an der Stromerzeugung lag 2019 bei mehr als 40 Prozent.

## COVID-19-Pandemie

### Verlauf
Die ersten beiden Infektionsfälle wurden der WHO am 2. April 2020 gemeldet. Danach stiegen die Infektionsfälle relativ moderat. Am 22. September 2021, also fast eineinhalb Jahre später, lag die Gesamtzahl der gemeldeten Infektionen erst bei 24. Am gleichen Tag, also ebenfalls am 22. September 2021, wurde der erste Todesfall gemeldet.

### Infektionen

Bestätigte Infizierte in Sint Eustatius nach Daten der WHO; oben kumuliert, unten Tageswerte

#### Todesfälle

Bestätigte Todesfälle in Sint Eustatius nach Daten der WHO; oben kumuliert, unten Tageswerte